# Franjo Marković

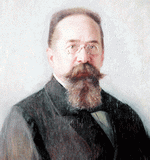
Franjo Marković, pictat de Joso Bužan în 1903

Franjo Marković (n. 26 iulie 1845 - d. 15 septembrie 1914) a fost un scriitor și filozof croat.
A scris o lirică ce a portretizat marile idealuri romantice, disertații în care postulează fuziunea romantismului cu clasicismul și perfecțiunea formei.

## Scrieri
- 1865: Dom i svijet ("Patria și universul")
- 1872: Karlo Drački
- 1877: Zvonimir
- 1902: Razvoj i sustav općenite estetike ("Evoluția și sistemele de estetică generală").